# Zgorzel (Pomerania Occidental)
Zgorzel [pronunciación en polaco: /ˈzɡɔʐɛl/] es un pueblo ubicado en el distrito administrativo de Gmina Bierzwnik, dentro del Condado de Choszczno, Voivodato de Pomerania Occidental, en el norte de Polonia occidental. Se encuentra aproximadamente a 10 kilómetros al noreste de Bierzwnik, a 23 kilómetros al este de Choszczno, y a 84 kilómetros al sureste de la capital regional Szczecin.
Antes de 1945, el área fue parte de Alemania. Para la historia de la región, véase Historia de Pomerania.